# Ptychadena arnei
Espèce
Statut de conservation UICN

 DD  : Données insuffisantes
Ptychadena arnei est une espèce d'amphibiens de la famille des Ptychadenidae.

## Répartition
Cette espèce est endémique de l'Ouest de l'Afrique. Elle se rencontre en Côte d'Ivoire, en Guinée, au Sénégal et en Sierra Leone,.

## Étymologie
Cette espèce est nommée en l'honneur d'Arne Schiøtz.

## Publication originale
- Perret, 1997 : Description de Ptychadena arnei n. sp. (Amphibia, Ranidae), une espèce méconnue d'Afrique occidentale. Bulletin de la Société Neuchâteloise des Sciences Naturelles, vol. 120, p. 77-86 (texte intégral).